# Демократические силы освобождения Руанды
Демократические силы освобождения Руанды (фр. Forces démocratiques de libération du Rwanda, аббр. FDLR) — руандийская группировка повстанцев хуту, активная на востоке Демократической Республики Конго. 
Группировка принимала участие с момента её создания 30 сентября 2000 года в последнем этапе Второй Конголезской войны и конфликте в Киву. Она состоит почти полностью из этнических хуту, выступающих против правления тутси и их влияния в регионе. ДСОР была сформирована из членов Армии освобождения Руанды и других группировок руандийских хуту в ДРК. Её главой стал Поль Рваракабидже.
В октябре 2021 года, в рамках процесса нормализации отношений между Бурунди и Руандой первая передает Руанде одиннадцать повстанцев из FLN.